# Vienne-en-Arthies
Pour les articles homonymes, voir Vienne.
Vienne-en-Arthies est une commune française située dans le département du Val-d'Oise en région Île-de-France.
Ses habitants sont appelés les Viennois(es).

## Géographie

### Localisation
La commune est bâtie en amphithéâtre, au cœur du Vexin français, à 50 km environ au nord-ouest de Paris.

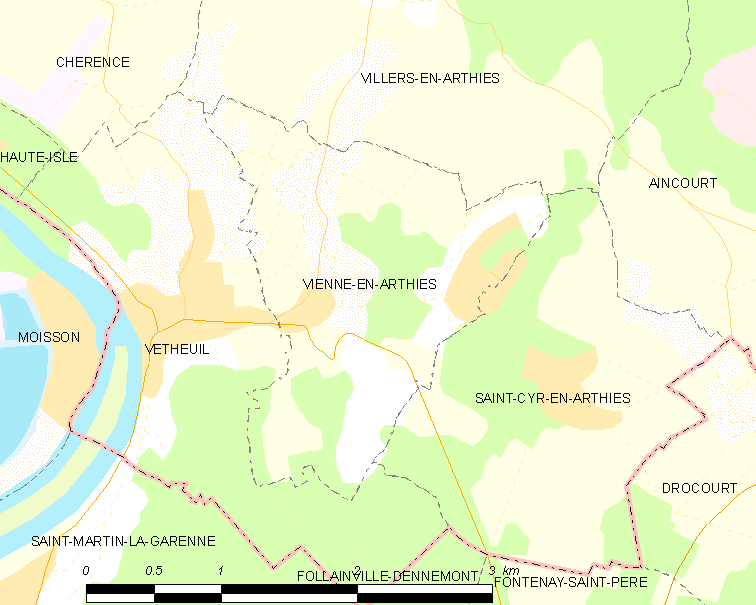
Carte de la commune.
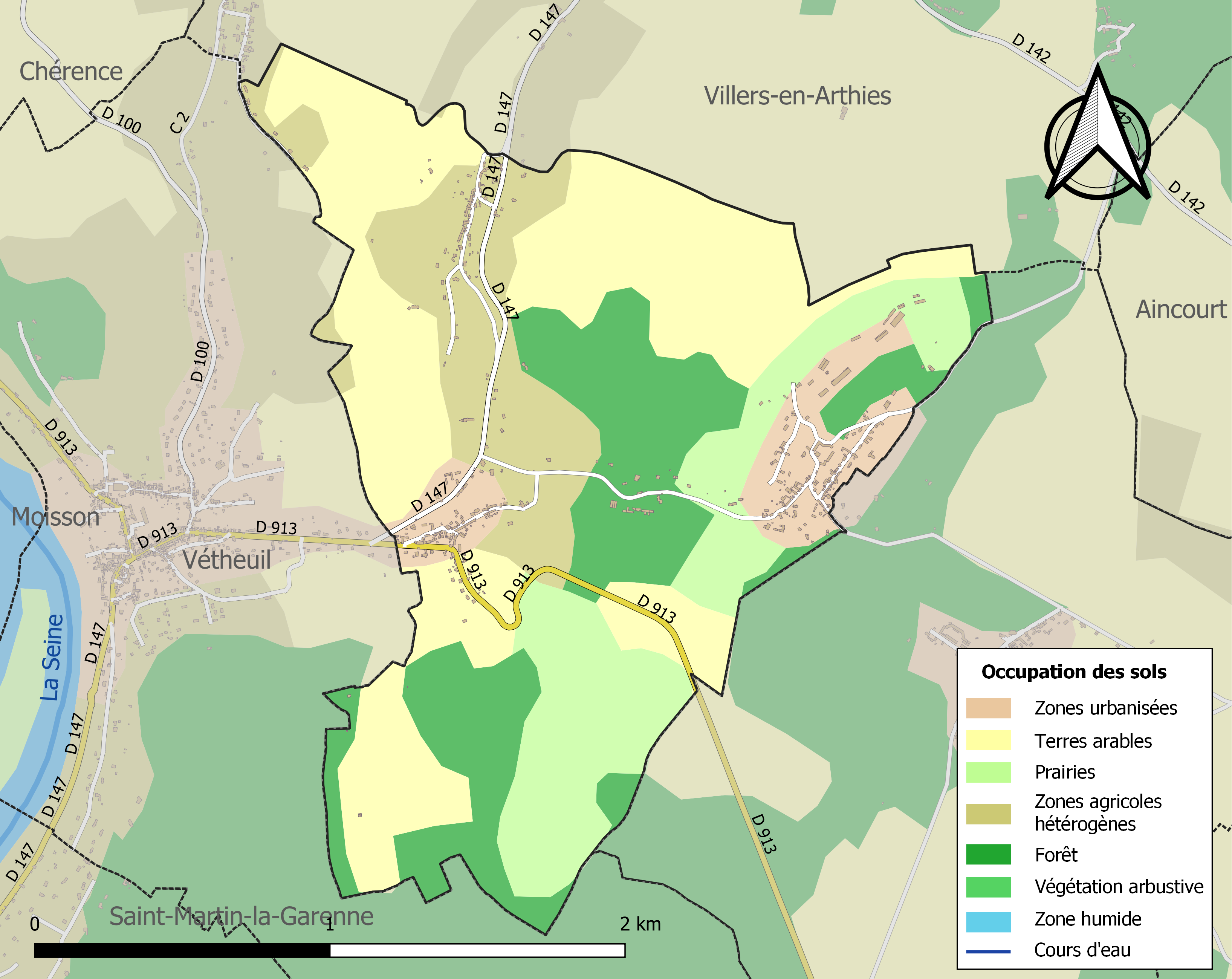
Occupation des sols.

### Communes limitrophes
|          | Villers-en-Arthies |                      |
| Vétheuil | Vienne-en-Arthies  | Saint-Cyr-en-Arthies |
|          | Vétheuil           |                      |

### Climat
Pour des articles plus généraux, voir Climat de l'Île-de-France et Climat du Val-d'Oise.
En 2010, le climat de la commune est de type climat océanique dégradé des plaines du Centre et du Nord, selon une étude du CNRS s'appuyant sur une série de données couvrant la période 1971-2000. En 2020, Météo-France publie une typologie des climats de la France métropolitaine dans laquelle la commune est exposée à un climat océanique et est dans la région climatique  Sud-ouest du bassin Parisien, caractérisée par une faible pluviométrie, notamment au printemps (120 à 150 mm) et un hiver froid (3,5 °C). 
Pour la période 1971-2000, la température annuelle moyenne est de 10,5 °C, avec une amplitude thermique annuelle de 14,3 °C. Le cumul annuel moyen de précipitations est de 687 mm, avec 10,8 jours de précipitations en janvier et 8,1 jours en juillet. Pour la période 1991-2020, la température moyenne annuelle observée sur la station météorologique la plus proche, située sur la commune de Magnanville à 11 km à vol d'oiseau, est de 11,6 °C et le cumul annuel moyen de précipitations est de 641,5 mm,. Pour l'avenir, les paramètres climatiques de la commune estimés pour 2050 selon différents scénarios d'émission de gaz à effet de serre sont consultables sur un site dédié publié par Météo-France en novembre 2022.

## Urbanisme

### Typologie
Au 1er janvier 2024, Vienne-en-Arthies est catégorisée commune rurale à habitat dispersé, selon la nouvelle grille communale de densité à sept niveaux définie par l'Insee en 2022.
Elle est située hors unité urbaine. Par ailleurs la commune fait partie de l'aire d'attraction de Paris, dont elle est une commune de la couronne,. Cette aire regroupe 1 929 communes,.

### Lieux-dits, hameaux et écarts
La commune est formée de trois anciens hameaux de Vétheuil dont ils sont séparés à la Révolution sous le nom de Vienne-en-Arthies : les Millonnets, Vienne, et Chaudry.

### Habitat et logement
En 	2018, le nombre total de logements dans la commune était de 240, alors qu'il était de 231	en 2013 et de 221 en 2008.																						
Parmi ces logements, 74,5 % étaient des résidences principales, 	15,8 % des résidences secondaires et 9,7 % des logements vacants. Ces logements étaient pour 94,9 % d'entre eux des maisons individuelles et pour 5,1 % des appartements.																						
Le tableau ci-dessous présente la typologie des logements à Vienne-en-Arthies en 2018 en comparaison avec celle du Val-d'Oise et de la France entière. Une caractéristique marquante du parc de logements est ainsi une proportion de résidences secondaires et logements occasionnels (15,8 %) supérieure à celle du département (1,3 %) et à celle de la France entière (9,7 %). Concernant le statut d'occupation de ces logements, 	88,9 % des habitants de la commune sont propriétaires de leur logement (83,2 % en 2013), contre 56 % pour le Val-d'Oise et 57,5 % pour la France entière.
| Typologie                                               | Vienne-en-Arthies | Val-d'Oise | France entière |
| ------------------------------------------------------- | ----------------- | ---------- | -------------- |
| Résidences principales (en %)                           | 74,5              | 92,8       | 82,1           |
| Résidences secondaires et logements occasionnels (en %) | 15,8              | 1,3        | 9,7            |
| Logements vacants (en %)                                | 9,7               | 5,9        | 8,2            |

## Toponymie
Le nom provient du ru éponyme, Vigenna est l'ancien nom de la rivière Vienne et Vienna est l'ancien nom du ru (de la Vallée du Roi).
Le déterminatif Arthies provient d'un appellatif celtique (gaulois) tegia « cabane, maison » (vieil irlandais teg, vieux breton tig, breton ti 'maison'), c'est un élément composé qui est identifié dans le terme attegia « hutte, cabane »,, muni d'un préfixe différent, (Are), Aretegia a donné Arthies. Pour expliquer Ar-thies, Xavier Delamarre propose *Are-tegia avec le préfixe are(-) « devant », « près de », « sur ». D'où le sens peu clair de « près des maisons », « devant les maisons », sans certitude cependant.

## Politique et administration

### Liste des maires
| Période           | Période           | Identité                        | Étiquette | Qualité                          |
| ----------------- | ----------------- | ------------------------------- | --------- | -------------------------------- |
| 4 mars 1790       | 13 septembre 1791 | M. Degouville de Bretheville    |           |                                  |
| 13 septembre 1791 | 7 août 1811       | M. Claude Palluet               |           |                                  |
| 7 août 1811       | 29 septembre 1831 | Armand Dechars                  |           |                                  |
| 27 septembre 1831 | 28 décembre 1834  | Thomas Charles Belland          |           |                                  |
| 28 décembre 1834  | 30 juillet 1837   | Pierre Desert                   |           |                                  |
| 30 juillet 1837   | 8 mai 1887        | Louis Athanase Toutain          |           |                                  |
| 8 mai 1887        | 16 octobre 1887   | Félix André Sebille             |           |                                  |
| 16 octobre 1887   | 15 mai 1892       | Étienne Benjamin Còùsìn         |           |                                  |
| 15 mai 1892       | 13 août 1893      | Louis Désiré Desplanches        |           |                                  |
| 13 août 1893      | 27 mai 1896       | François Frédéric Guimier       |           |                                  |
| 27 mai 1896       | 1er juin 1804     | Étienne Benjamin Cousin         |           |                                  |
| 1er juin 1804     | 30 octobre 1905   | François Auguste Landry         |           |                                  |
| 30 octobre 1905   | 30 mai 1912       | Jules Adrien Abraham            |           |                                  |
| 30 mai 1912       | 30 octobre 1919   | Isidore Alexandre Lefevre       |           |                                  |
| 30 octobre 1919   | 30 mai 1945       | Jules Adrien Abraham            |           |                                  |
| 30 mai 1945       | 30 mars 1957      | Maurice Belland                 | PCF       |                                  |
| 30 mars 1957      | 15 mars 1977      | Robert Picard                   |           |                                  |
| 15 mars 1977      | 30 mars 1983      | Roger Bort                      |           |                                  |
| 30 mars 1983      | 17 mars 2001      | Germain Boutillier              |           |                                  |
| mars 2001         | En cours          | Ghislaine Lapchin de Poulpiquet | DLF       | Réélue pour le mandat 2020-2026, |

## Population et société

### Démographie
L'évolution du nombre d'habitants est connue à travers les recensements de la population effectués dans la commune depuis 1793. Pour les communes de moins de 10 000 habitants, une enquête de recensement portant sur toute la population est réalisée tous les cinq ans, les populations de référence des années intermédiaires étant quant à elles estimées par interpolation ou extrapolation. Pour la commune, le premier recensement exhaustif entrant dans le cadre du nouveau dispositif a été réalisé en 2004.

En 2022, la commune comptait 360 habitants, en évolution de −17,05 % par rapport à 2016 (Val-d'Oise : +4 %, France hors Mayotte : +2,11 %).
| 1793 | 1800 | 1806 | 1821 | 1831 | 1836 | 1841 | 1846 | 1851 |
| ---- | ---- | ---- | ---- | ---- | ---- | ---- | ---- | ---- |
| 356  | 354  | 362  | 379  | 342  | 318  | 310  | 289  | 274  |

| 1856 | 1861 | 1866 | 1872 | 1876 | 1881 | 1886 | 1891 | 1896 |
| ---- | ---- | ---- | ---- | ---- | ---- | ---- | ---- | ---- |
| 304  | 294  | 287  | 301  | 363  | 331  | 300  | 275  | 283  |

| 1901 | 1906 | 1911 | 1921 | 1926 | 1931 | 1936 | 1946 | 1954 |
| ---- | ---- | ---- | ---- | ---- | ---- | ---- | ---- | ---- |
| 237  | 225  | 229  | 199  | 220  | 228  | 246  | 180  | 191  |

| 1962 | 1968 | 1975 | 1982 | 1990 | 1999 | 2004 | 2006 | 2009 |
| ---- | ---- | ---- | ---- | ---- | ---- | ---- | ---- | ---- |
| 172  | 159  | 221  | 243  | 326  | 352  | 392  | 386  | 409  |

| 2014 | 2019 | 2022 | - | - | - | - | - | - |
| ---- | ---- | ---- | - | - | - | - | - | - |
| 440  | 379  | 360  | - | - | - | - | - | - |

## Culture locale et patrimoine

### Lieux et monuments
On peut signaler :
- Chapelle Saint-Joseph, rue de la Chapelle : Commune composée de trois hameaux réunies à la Révolution, Vienne n'a jamais été érigée en paroisse, ses chapelles étant desservies par le curé de Vétheuil. Dédiée à saint Joseph, la chapelle de Vienne a été édifiée en 1627. Vendue comme bien national à la Révolution, elle sert de grange avant d'être rendue au culte en 1865. C'est un petit bâtiment rectangulaire sans style particulier, qui se fait toutefois remarquer par un petit clocher en colombages s'élevant au-dessus de la façade occidentale, et par un porche ouvert de trois côtés, dont le petit pignon est également en colombages[24].
- Chapelle Saint-Jean-Baptiste de Chaudry : Cette chapelle du XIVe siècle a été détruite en 1906[24].
- Chapelle des Millonnets : Elle a été construite en 1931 seulement comme élément de l'orphelinat de l'institution Sainte-Thérèse. Les offices religieux étaient réservés aux pensionnaires et au personnel. Dix ans après son inauguration, la chapelle est déjà désaffectée en raison de la fermeture de l'orphelinat. Elle demeure à ce jour une propriété privée. Le sous-sol a été utilisé comme salle des fêtes[24].
- Lavoir de Vienne, route de la Vallée-du-Roy : Son bassin étroit est traversé par le ru de la Vallée du Roi, dont le lit dévié se situe ici en haut d'un talus. Depuis la rue, l'on aperçoit un mur et deux courts escalier se faisant face aux extrémités. Ils montent vers les deux entrées qui se situent dans les murs pignon. Cette disposition est particulière : en général, les bassins des lavoirs se situent en dessous du niveau de la rue. L'emplacement des lavandières est couvert d'un toit en appentis qui descend vers le bassin.
- Lavoir de Chaudry, chemin de la Vallée : Ce lavoir est traversé par un petit ruisseau affluent du premier. Contrairement au lavoir de Vienne, l'emplacement des lavandières se situe de l'autre côté du ruisseau, qu'il faut donc traverser pour s'y rendre, et le lavoir s'ouvre côté rue. Il est également couvert par un toit en appentis. Deux murets parallèles séparent la rue du ruisseau.
- Lavoir des Millonnets, place Roger-Coquoin : Il s'agit une fois de plus d'un lavoir établi sur un ruisseau, le ru de la Vallée du Roi. Deux emplacements se faisant face ont été aménagés pour les lavandières. De ce fait, le lavoir possède deux entrées et deux toits en appentis, descendant vers le bassin. Un second lavoir privé existe aux Millonnets, chemin de la Cavée. Il est plus rudimentaire que les autres.
- L'un des trois moulins à eau qui subsistent parmi les cinq ayant existé à la fin du XVIIIe siècle, le Moulin Cavée conserve son mécanisme de moulin de la première moitié du XIXe siècle[24].
- Sentier de randonnée PR.

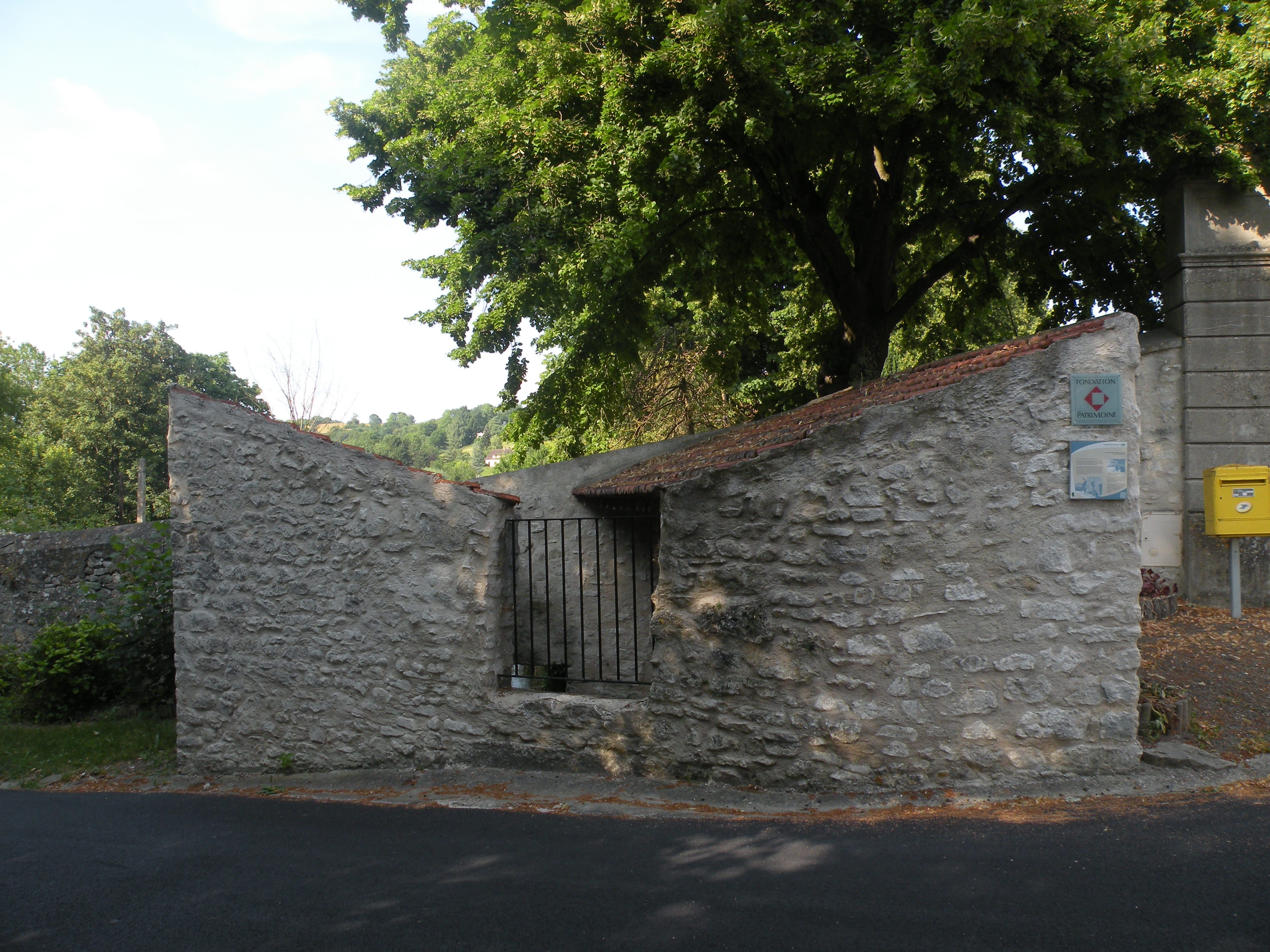
Lavoir des millonets.
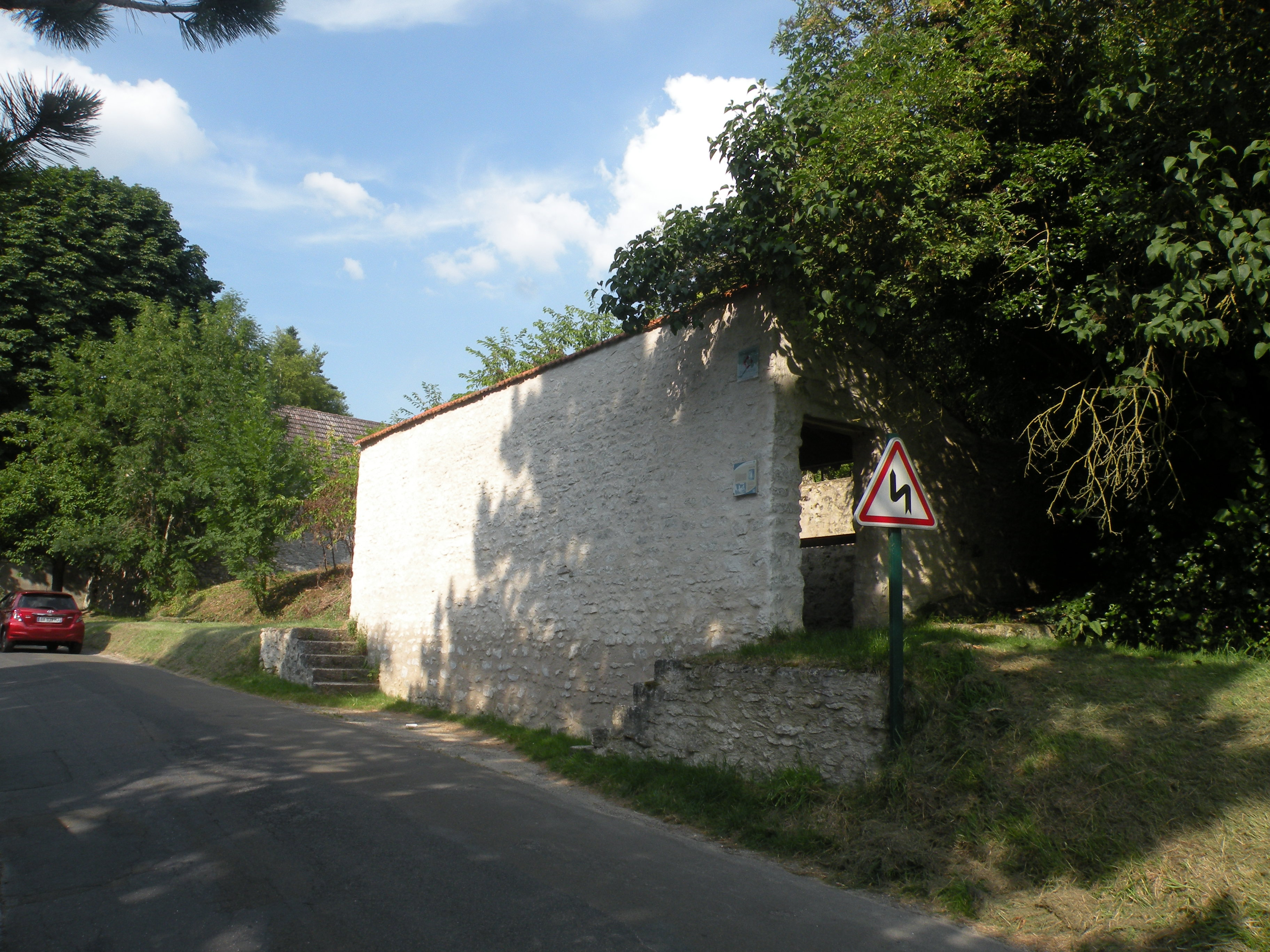
Lavoir de Vienne.
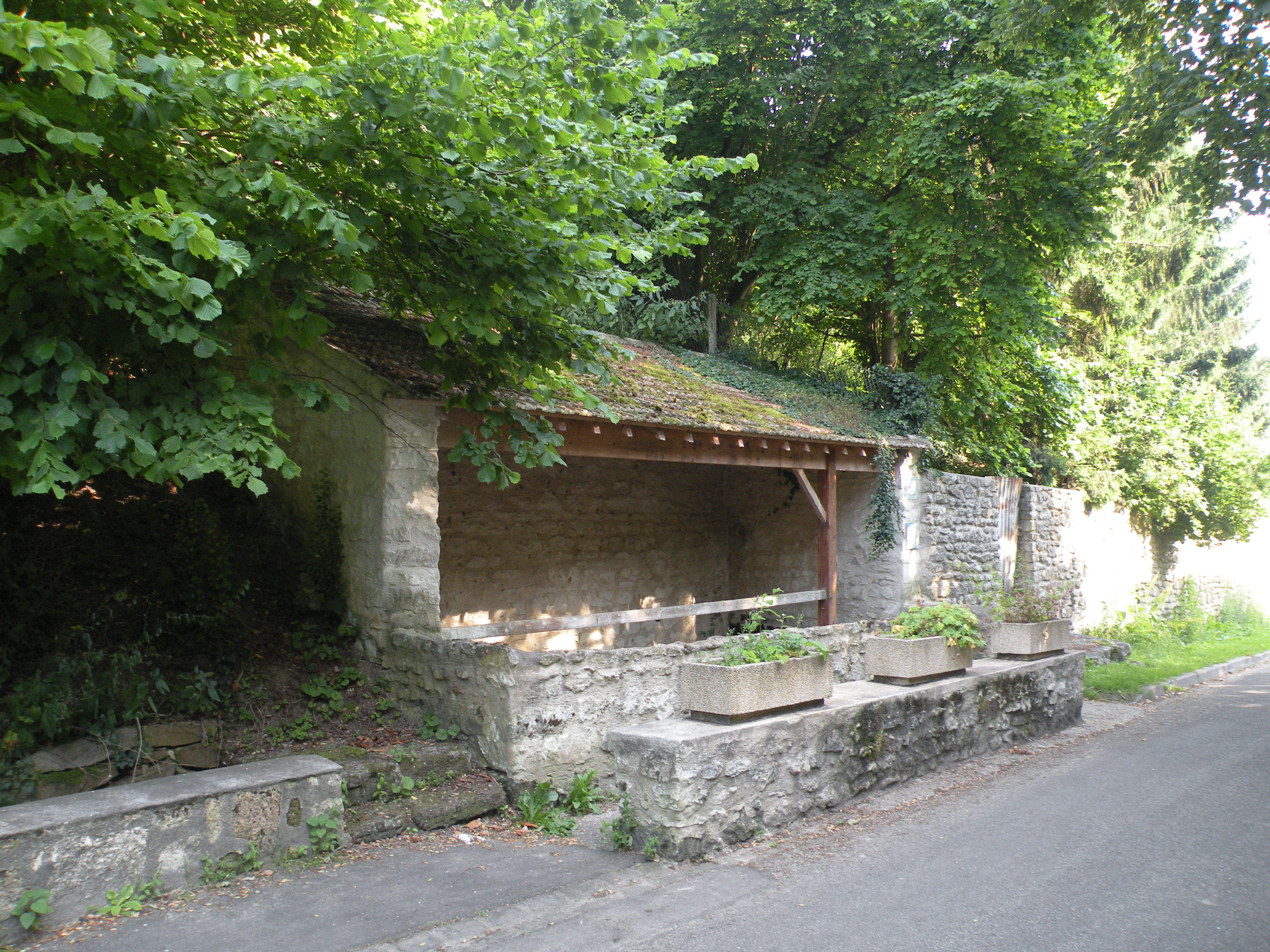
Lavoir de Caudry.
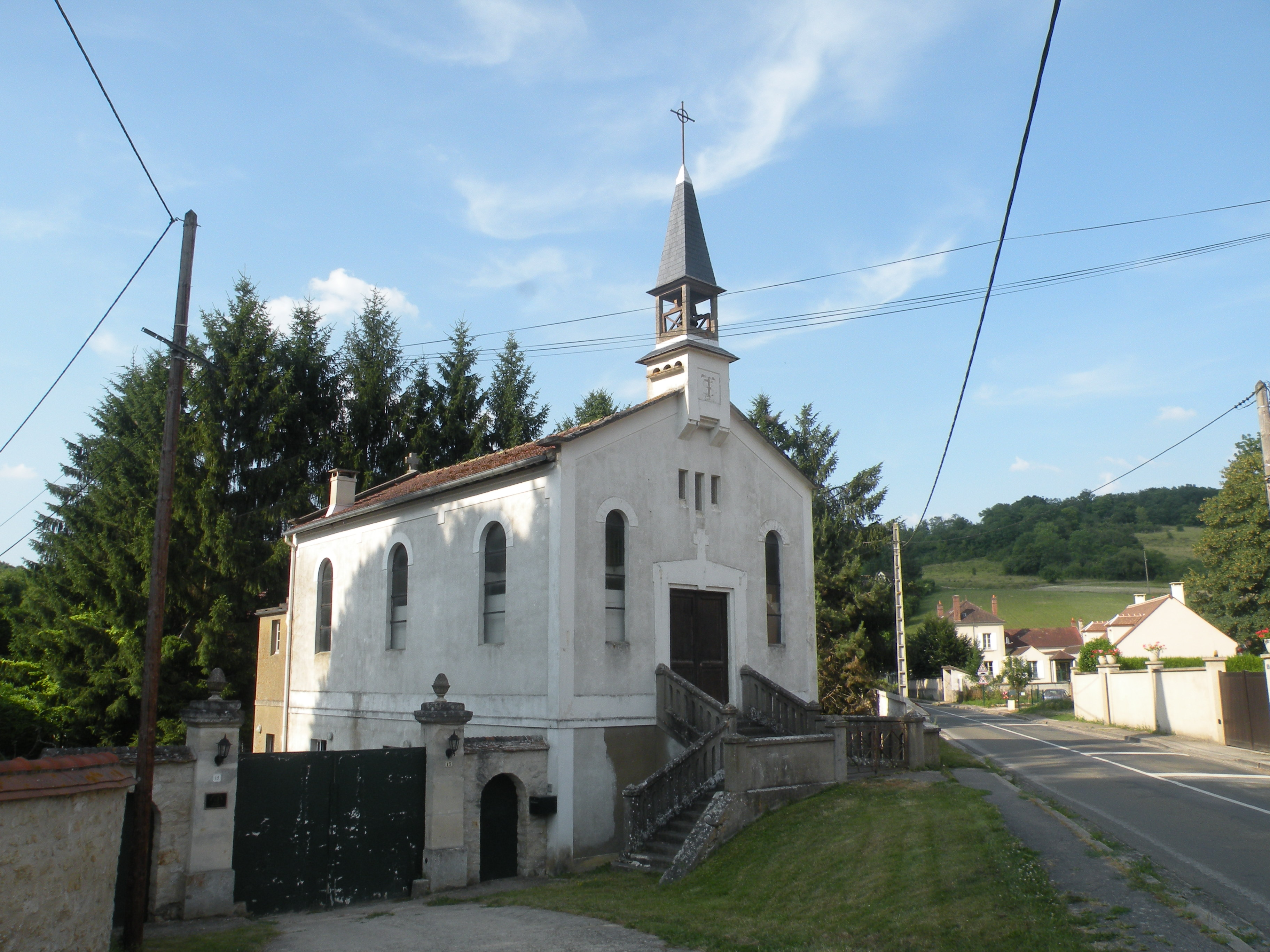
Chapelle des Millonets.
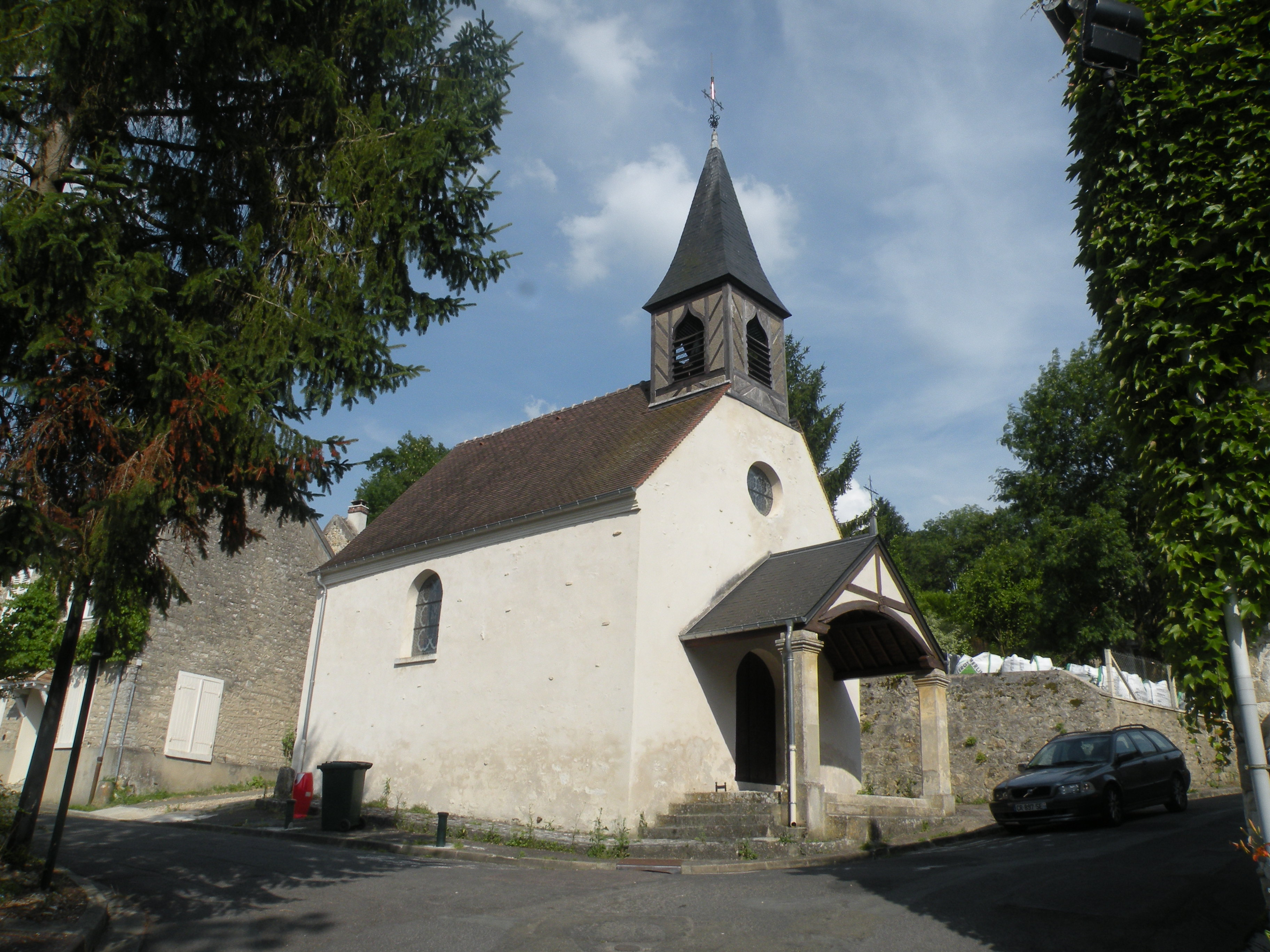
Église Saint-Joseph.

### Personnalités liées à la commune
- Henri Baudin (1882-1953), comédien qui demeurait et est décédé au hameau des Millonets.

### Vienne-en-Arthies dans les arts et la culture
Un film a été  tourné au hameau des Millonets en 1926 : Le Chemineau de Georges Monca et Maurice Kéroul, avec Henri Baudin, qui aima tellement l'endroit qu'il s'y installa dans un moulin de 28 pièces de 1929 à sa mort en 1953.